# SK Sigma Olomouc
SK Sigma Olomouc (celým názvem: Sportovní klub Sigma Olomouc, a.s.) je český fotbalový klub, který sídlí v krajském městě Olomouc. Tým hraje nejvyšší českou soutěž Fortuna ligu. Své domácí zápasy sehrává na Andrově stadionu, který má kapacitu 12 541 diváků. Klubové barvy jsou modrá a bílá.
Klub byl založen v roce 1919 a v roce 1982 se poprvé probojoval do první ligy, kde působil nepřetržitě od sezóny 1984/85 do ročníku 2013/14. Po dvou sestupech z elitní soutěže v ročnících 2013/14 a 2015/16 se po dvou výhrách ve Fotbalové národní lize tým od sezóny 2017/18 znovu vrátil do nejvyšší soutěže. Mezi největší úspěchy klubu patří zisk českého poháru a českého Superpoháru v roce 2012 a opět českého poháru v roce 2025. Největším mezinárodním úspěchem klubu byla jeho účast ve čtvrtfinále Poháru UEFA.

## Historie

### Počátky olomoucké kopané a založení klubu
V Olomouci se fotbal hrál od počátku 20. století, kdy zde povědomí o tomto sportu rozšířili bratří Tománkové. V roce 1912 byl založen fotbalový klub SK Olomouc a vedle něj se záhy ustanovil též německý tým DFC Olmütz. Především díky podpoře mecenáše olomouckého fotbalu, podnikatele Josefa Andera, se tým SK Olomouc ASO probojoval až do nejvyšší ligy, které se zúčastnil v sezónách 1941/42, 1942/44, 1943/44 a 1946/47. Velkoobchodník Ander nechal v Olomouci v roce 1940 zbudovat nový stadion pro 20 000 diváků a SK Olomouc ASO se v sezóně 1939/1940 stal první vítězem domácího českého poháru. V závěru války však olomoucký stadion zničila ustupující německá armáda, na konci 40. let se klub SK Olomouc propadl do nižších soutěží a v roce 1951 zcela zanikl. Dalším olomouckým mužstvem, které bylo po svém založení zařazeno do nejvyšší ligové soutěže, byl celek vojenského letectva Křídla vlasti Olomouc. Tým Křídla vlasti později přejmenovaný na VTJ Dukla Olomouc se ale nejvyšší soutěže účastnil pouze v letech 1953 a 1954.

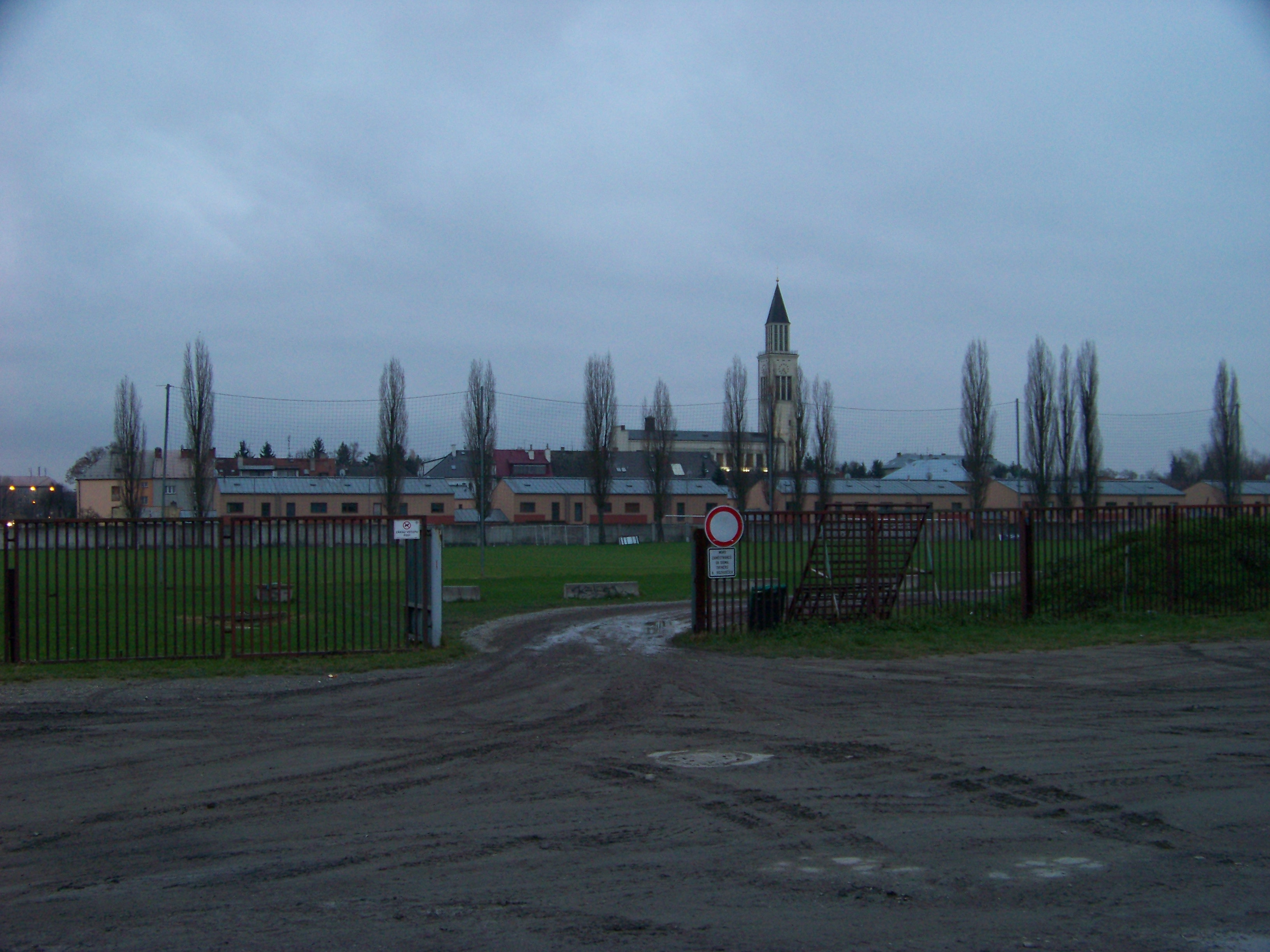
Dnešní stadion Sigmy Olomouc v Řepčíně založený v roce 1946, sloužil prvnímu mužstvu až do roku 1965.

Dnešní klub Sigma Olomouc má své počátky ve skromných poměrech předměstského klubu z Hejčína. Klub byl pod původním názvem Fotbalový klub Hejčín Olomouc založen roku 1919 a u jeho vzniku stál tehdy šestnáctiletý chlapec, Karel Tatíček, který se později stal i jeho prvním předsedou. První utkání odehrál FK Hejčín proti týmu Studentská jedenáctka a prohrál v něm vysoko 1:19. V roce 1920 po porážce konkurenční Hejčínské jedenáctky došlo k sloučení obou týmů a přejmenování celku na SK Hejčín Olomouc. První opravdové dresy, které byly černé s bílými límci a manžetami, získal tým díky podpoře klubového sponzora, legionáře Aloise Trefila. V roce 1925 schválil zemský úřad v Brně stanovy klubu a Alois Trefil byl následně zvolen jeho předsedou. Jako své původní hřiště využíval tým nerovný plácek na vojenském cvičišti Na Šibeníku. Pro pozdější mistrovská utkání však musel svá domácí utkání hrát na pronajatých hřištích a příležitostně proto černobílí hráli i na Andrově stadionu. Růst klubu byl velmi pozvolný a v prvním půlstoletí se účastnil nižších soutěží, přičemž jeho vzestupy byly pravidelně doprovázeny následnými pády. SK Hejčín se ve svých počátcích nejčastěji účastnil župní třídy, přičemž do I. B třídy se týmu podařilo probojovat v polovině třicátých let. V roce 1946 klubu zakoupil pozemek v Řepčíně, kde následně vybudoval vlastní stadion. Poprvé se v mistrovském zápase na vlastním hřišti utkali hráči SK Hejčín 11. srpna 1946 s týmem Moravan Prostějov, kterému podlehli 1:4.

### Vzestup mezi elitu
V roce 1947 došlo ke spojení s DTJ Hejčín, načež byl klub přejmenován dle svého nového hlavního sponzora, Moravských železáren, na Hejčínský sportovní klub Báňské a Hutní Olomouc. O dva roky později pak došlo k přejmenování na Základní sportovní jednotu Moravské železárny Olomouc. Vedle finanční podpory Moravských železáren přispěl k zesílení klubu také zánik konkurenčního SK Olomouc ASO v roce 1951, načež tým posílilo množství zkušených hráčů. V roce 1955 vyhrálo první mužstvo s desetibodovým náskokem krajský přebor a poprvé postoupilo do divize. Po opětovném propadu do krajského přeboru se v sezóně 1962/1963 olomouckému týmu podařilo zvítězit a poprvé postoupit do II. ligy, kde se udržel dvě sezóny.
V roce 1966 se novým sponzorem klubu stal koncern Sigma, který se spolupodílel na dalším vzestupu mužstva. Od tohoto roku byl klub znám jako TJ Sigma MŽ Olomouc. V roce 1973 se trenérem týmu stal olomoucký odchovanec a bývalý hráč Moravských železáren, Karel Brückner. Pod jeho vedením se olomouckým hráčům podařilo v následujícím ročníku opět probojovat do III. ligy a po reorganizaci domácích soutěží se v roce 1977 Olomouc probojovala do druhé nejvyšší domácí soutěže, I. české národní ligy. Původní černobílé hejčínské barvy klubu tehdy nahradila modrobílá kombinace a první tým se ze stadionu v Řepčíně definitivně přesunul na bývalý ligový stadion. Za klub tehdy nastupovali hráči jako Vlastimil Palička, Vlastimil Petržela, Ivo Knoflíček, Jiří Vít nebo bratři Fialové. Tato jména už přislibovala historický úspěch klubu, který přišel roku 1982, kdy trenér Vlastimil Zeman dovedl mužstvo do 1. ligy. V premiérovém zápase v první lize remizovala Sigma 22. srpna 1982 na domácím stadionu s Nitrou 1:1. První sezónu doplatila TJ Sigma na prvoligovou nezkušenost a na rok se vrátila do druhé ligy. Hned v příští sezóně se však Olomouc, vedená znovu trenérem Karlem Brücknerem, vrátila zpět do nejvyšší soutěže. Výrazně se tehdy pod její návrat mezi elitu podepsal svými góly Vladislav Lauda. V letech 1984 až 1987 pak v útoku Sigmy vynikal také útočník Miroslav Příložný. Mezi klubové legendy, které za Sigmy hrály v 80. letech se řadí rovněž Jan Maroši a Oldřich Machala, který v olomouckém dresu odehrál rekordních 414 ligových zápasů.

### Třicet let v první lize
Po druhém postupu do první ligy se Sigma Olomouc od ročníku 1984/85 napevno zabydlela mezi českou fotbalovou elitou, kde se nepřetržitě držela po třicet let až do roku 2014. S přibývajícími zkušenostmi přišly i první úspěchy. Čtyři třetí místa v sezónách 1990/1991, 1991/1992, 1997/1998 a 2000/2001 a jedno druhé místo v sezóně 1995/1996 to jasně dokumentují. Ani v pohárových soutěžích se Sigma neztratila. Premiérový pohárový zápas odehrála na svém stadionu 17. září 1986, kdy se v rámci prvního kola poháru UEFA střetla s švédským IFK Göteborg. S pozdějším vítězem soutěže tehdy remizovala 1:1. Při své osminásobné účasti v poháru UEFA zaznamenala Sigma největší mezinárodní úspěch v sezóně 1991/1992, kdy se dokázala přes týmy Bangor City FC, FK Torpedo Moskva a Hamburger SV dostat až do čtvrtfinále, kde podlehla Realu Madrid po vyrovnaných výsledcích 1:1 a 0:1. Mezinárodního úspěchu dosáhl tým rovněž v roce 2000, kdy se v poháru Intertoto Sigma probojovala až do finále, kde však v dvojzápase nestačila na italské Udinese Calcio. Sigma se zúčastnila evropských pohárů i v sezóně 2009/2010, kdy pod vedením trenéra Zdeňka Psotky postoupila přes druhé a třetí předkolo do Play-off, avšak zde vypadla s anglickým týmem Everton FC. V dresu olomoucké Sigmy nastupovala v 90. letech a na přelomu tisíciletí řada úspěšných hráčů, kteří se později prosadili i v zahraničích družstvech. Lze jmenovat odchovance nebo hráče, kteří prošli mládežnickými týmy klubu, jakými byli například Pavel Hapal, Radoslav Látal, Tomáš Ujfaluši, Marek Heinz nebo David Kobylík. Za Sigmu Olomouc nastupovali také mnozí reprezentanti, například Karel Rada, Radek Drulák, David Rozehnal, Radoslav Kováč, Stanislav Vlček, Roman Hubník či brankář Martin Vaniak. Nejúspěšnějším olomouckým trenérem je Karel Brückner, který tým vedl v 247 ligových zápasech, povedlo se mu s klubem umístit se na druhém a dvakrát na třetím místě v nejvyšší lize a Olomouc se pod jeho vedením probojovala do čtvrtfinále poháru UEFA.

#### Zisk prvních trofejí

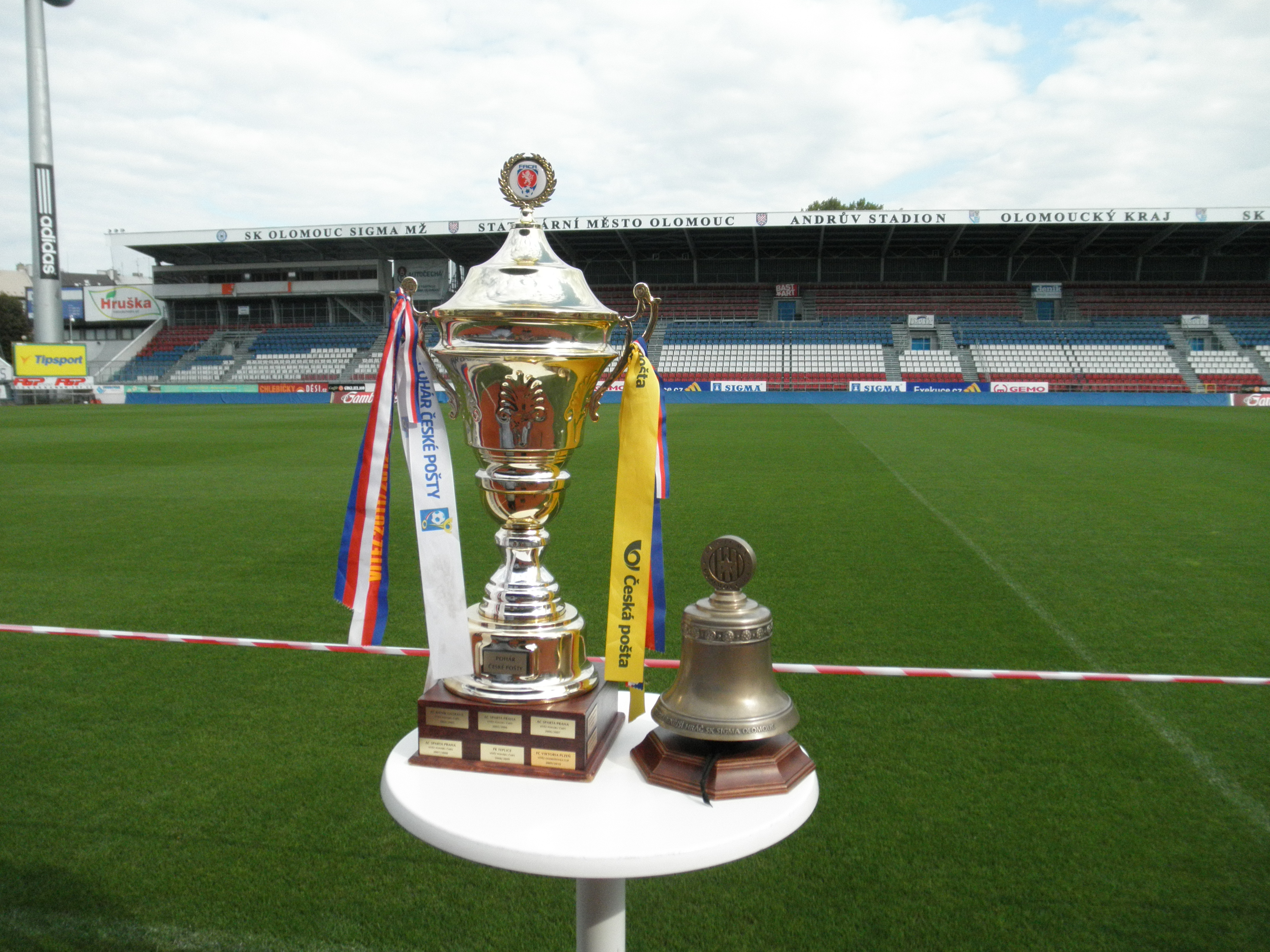
Pohár České pošty na Andrově stadionu v roce 2012

Po vítězství v zimní Tipsport lize v roce 2011 a finále českého poháru, kam se v sezoně 2010/11 probojovala vůbec poprvé v historii klubu kde až v penaltovém rozstřelu nestačila na FK Mladou Boleslav, získala Sigma Olomouc o rok později první velkou domácí trofej, když v sezóně 2011/12 dokázala domácí pohár vyhrát. Ve finále se 2. května 2012 utkala na stadionu ve Štruncových sadech v Plzni se Spartou Praha, nad níž zvítězila 1:0 a získala tak poprvé putovní Český fotbalový pohár. Jedinou branku utkání vsítil ve druhém poločase v 47. minutě prudkou střelou z levé strany k pravé tyči Michal Vepřek. Vedle úspěchu při zisku domácího poháru se navíc Sigmě podařilo udržet se ve špatně rozehrané sezóně 2011/2012 v první lize. Sigma Olomouc nakonec skončila na 11. místě tabulky i s odečtenými 9 body, kterými ji fotbalová asociace potrestala za účast v korupční kauze s FK Bohemians Praha. Olomoucký trenér Petr Uličný, který po sezóně ukončil svou dlouhou trenérskou kariéru, tak s Olomoucí získal svou první trofej. Radost z vítězství v domácím poháru však Olomouckým pokazil následný verdikt orgánů UEFA, který kvůli nedořešené kauze s FK Bohemians Praha 20. června 2012 zakázal Sigmě start v předkole Evropské ligy. Ředitel olomouckého klubu Jaromír Gajda následně oznámil, že se klub proti rozhodnutí neodvolá s ohledem na případnou účast v Evropské lize pro další český klub, kterému mohla Olomouc uvolnit pozici. Místo Sigmy se tak do 3. předkola Evropské ligy posunula pražská Sparta a do 2. předkola se dostal tým ze 4. místa Gambrinus ligy v sezóně 2011/2012, FK Mladá Boleslav.

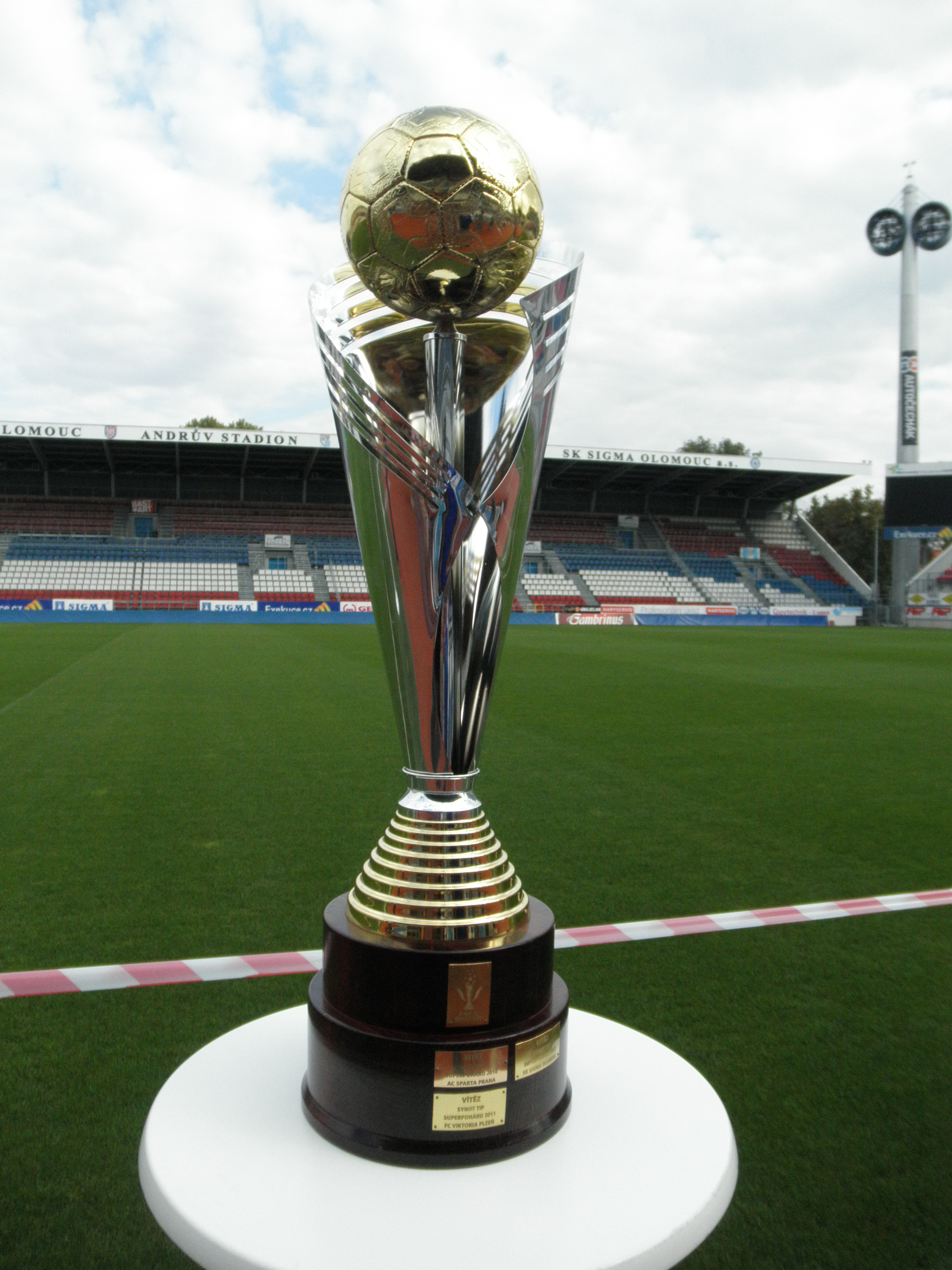
Český Superpohár v Olomouci

Záhy po vítězství v domácím poháru získala Sigma další cennou trofej, když 20. července 2012 zvítězila na stadionu U Nisy v Liberci nad mistrem Gambrinus ligy v sezóně 2011/2012 Slovanem Liberec 2:0 a získala tak poprvé Český Superpohár. Ve 24. minutě vstřelil první gól zápasu Martin Doležal, o 3 minuty později fauloval v pokutovém území Liberce Lukáš Vácha olomouckého Jana Navrátila a nařízený pokutový kop proměnil Michal Ordoš. Vedle této trofeje získala vítězná Sigma Olomouc navíc i prémii 1 000 000 Kč, poražený FC Slovan Liberec polovinu této částky.

### Opakovaný sestup a návrat do první ligy

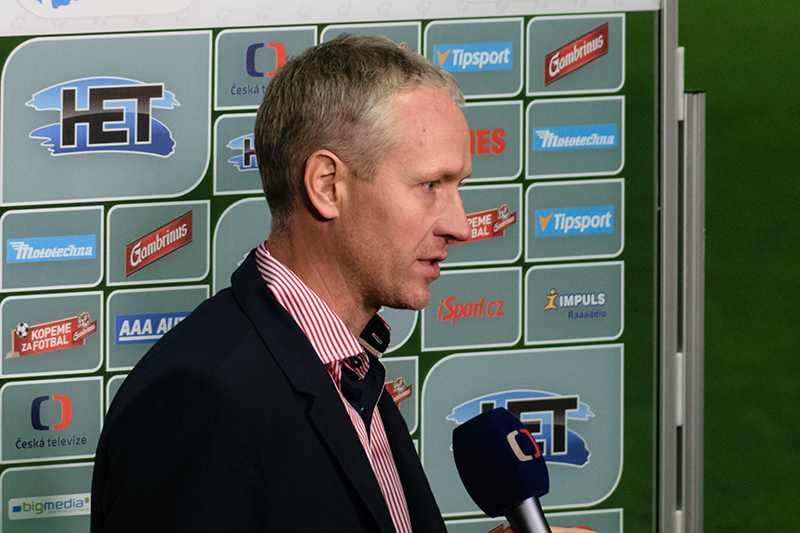
Olomoucký trenér Václav Jílek během televizního rozhovoru po ligovém utkání v říjnu 2017

V sezóně 2012/13 předváděla Sigma vedená až do 25. kola trenérem Romanem Pivarníkem útočný fotbal, bojovala v popředí tabulky a nakonec skončila těsně pod pohárovými příčkami, když obsadila konečné páté místo. Následující sezóna však dopadla mnohem hůře, neboť Sigma, ve které se během třiceti ligových zápasů vystřídali tři hlavní trenéři, nasbírala pouze 29 bodů a z konečného předposledního místa proto po třiceti letech sestoupila z první ligy do druhé. V závěrečném kole remizovala na hřišti Slovanu Liberec 1:1 a na záchranu jí přitom tehdy stačilo vstřelit jeden vítězný gól.
V sezóně 2014/15 hrál proto klub po 30 letech 2. ligu. Po 15 podzimních kolech vedl tým, kterého se ujal kouč Leoš Kalvoda tabulku o 4 body před Varnsdorfem, se kterým měl hrát zápas 16. kola, ten byl však několikrát z různých důvodů odložen a byl odehrán až 3. března. Domácí Olomouc v něm zvítězila 2:1 a po dohrání podzimní části tak měla již 7bodový náskok. Olomouci se dařilo i v jarní části soutěže a v 27. kole si definitivně zajistila návrat do 1. ligy po výhře na hřišti Pardubic 2:1.
Po vítězství ve Fotbalové národní lize se Sigma Olomouc pro sezónu 2015/16 po roce znovu vrátila do nejvyšší české fotbalové soutěže. Návrat mezi nejlepší české týmy se však Sigmě vůbec nepovedl. Trenéra Kalvodu nahradil po 10. kole kouč Václav Jílek, avšak ani tato změna nakonec k záchraně nepomohla. V této sezóně nasbírala Sigma, která se po většinu soutěže pohybovala v okolí sestupových příček, pouze 27 bodů za 6 výher, 9 remíz a 15 proher a kvůli horšímu skóre než měla v tabulce 14. Příbram proto po roce znovu sestoupila do 2. ligy. Po druhém sestupu klub podržel kouče Jílka, který s týmem tvořeným především mladými odchovanci v následující sezóně znovu vybojoval návrat mezi elitu. Sigma si postup do první ligy zajistila již po 26. kole, kdy se v popředí tabulky osamostatnila s náskokem 16 bodů na třetí Opavu. Nakonec soutěž ovládla, získala 69 bodů a spolu s druhým Baníkem Ostrava se znovu po roce vrátila zpět do nejvyšší soutěže.

### Návrat do evropských pohárů a oslavy 100 let

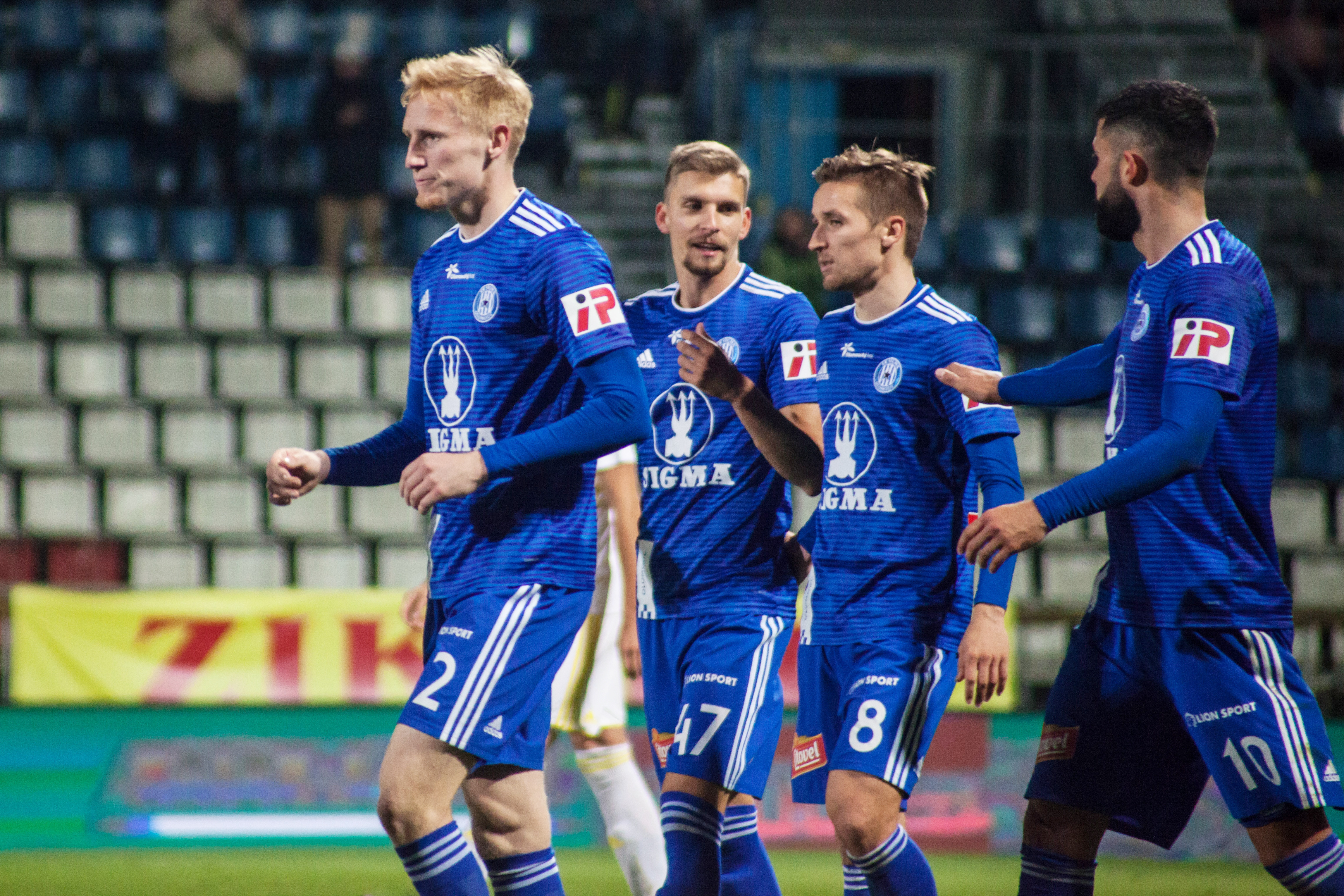
Hráči SK Sigma Olomouc na zápase Českého fotbalového poháru (2018)

Po návratu do nejvyšší soutěže se mladý tým v podzimní části sezóny 2017/18 prezentoval atraktivní hrou a překvapivě se před jarním pokračováním zařadil na průběžné třetí místo za suverénní Plzeň a posílenou Slavii Praha. Tým Olomouce zakončil tuto úspěšnou sezónu celkovým ziskem 55 bodů a umístil se na čtvrté pozici konečné tabulky HET ligy 2017/18, díky čemuž se znovu kvalifikoval do předkol evropské ligy. Ve třetím předkole olomoucký tým vybojoval postup přes tým Kajrat Almaty z Kazachstánu a ve čtvrtém se pak Sigma střetla se španělským klubem FC Sevilla. S ní sice Sigma po prohrách 0:1 a 3:0 vypadla, ale hlavně v domácím utkání odehrála s favoritem vyrovnaný zápas. Na výborné výkony v evropské lize však Sigma nedokázala navázat v domácí soutěži, kde se po většinu podzimu pohybovala ve spodní části tabulky. Špatně rozehraný ročník se podařilo alespoň částečně zachránit v závěru ligy, kdy se Olomouc vyhnula bojům o záchranu a se 40 získanými body se probojovala na osmou příčku a do skupiny hrající o Evropskou ligu. V následném dvojutkání však byla vyřazena týmem FC Fastav Zlín. Po sezóně 2018/19 odešel z klubu po čtyřech letech trenér Jílek, kterého angažovala Sparta Praha. V Olomouci se hlavním trenérem stal Radoslav Látal.

V roce 2019 si klub připomenul sto let od svého založení. Při příležitosti oslav tohoto výročí a 80. narozenin klubové legendy, trenéra Karla Brücknera, byl uspořádán exhibiční zápas klubových legend proti bývalým reprezentantům z dob Brücknerova angažmá u české reprezentace.

## Historické názvy
Zdroj: 
- 1919 – FK Hejčín Olomouc (Fotbalový klub Hejčín Olomouc)
- 1920 – SK Hejčín Olomouc (Sportovní klub Hejčín Olomouc)
- 1947 – fúze s SK Sokol Hejčín (1908–1947[34]) a DTJ Hejčín (Dělnická tělovýchovná jednota; 1909–1947[34]) ⇒ HSK BH Olomouc (Hejčínský sportovní klub Banské a Hutní Olomouc)
- 1949 – ZSJ MŽ Olomouc (Základní sportovní jednota Moravské železárny Olomouc)
- 1953 – fúze s TJ Rudá hvězda Olomouc (1952–1953[35]) ⇒ DSO Baník MŽ Olomouc (Dobrovolná sportovní organizace Baník Moravské železárny Olomouc)
- 1954 – TJ Spartak MŽ Olomouc (Tělovýchovná jednota Spartak Moravské železárny Olomouc)
- 1960 – TJ MŽ Olomouc (Tělovýchovná jednota Moravské železárny Olomouc)
- 1966 – TJ Sigma MŽ Olomouc (Tělovýchovná jednota Sigma Moravské železárny Olomouc)
- 1976 – fúze s TJ Slovan Černovír (1934–1976, obnoven 1984[35]) ⇒ název nezměněn
- 1979 – TJ Sigma ZTS Olomouc (Tělovýchovná jednota Sigma Závody těžkého strojírenství Olomouc)
- 1990 – SK Sigma MŽ Olomouc (Sportovní klub Sigma Moravské železárny Olomouc, a. s.)
- 1996 – SK Sigma Olomouc, a.s. (Sportovní klub Sigma Olomouc, akciová společnost)

## Znak
Současný znak Sigmy Olomouc, jehož autorem je Miloš Holec, byl vytvořen v 70. až 80. letech 20. století, tedy poté, co do klubu vstoupil koncern Sigma. Právě od něj získalo mužstvo klubové barvy – modrou a bílou. Černá pěticípá hvězda uprostřed znaku odkazuje na původní barvy SK Hejčín a na Moravské železárny. Kruhový tvar symbolizuje spojení a pět svislých modrých pruhů představuje pět klubových postupů z I. A třídy až do první ligy.

## Stadion

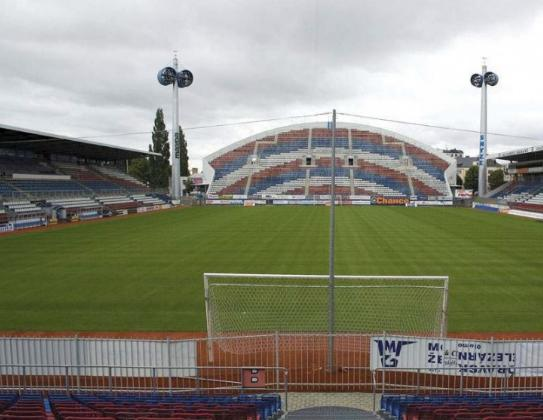
Andrův stadion, pohled na hřiště

Se stavbou stadionu v Olomouci je spojen mecenáš olomouckého fotbalu a velkoobchodník Josef Ander. Právě po něm získal Andrův stadion své jméno. S pracemi na stavbě se začalo v roce 1938 a v roce 1940 byl stadion s kapacitou 20 000 diváků otevřen. Na konci války však ustupující němečtí vojáci vyhodili tribunu, v níž si předtím zřídili muniční sklad, do povětří. Provizorní dřevěná tribuna postavená po válce sloužila olomouckým fanouškům až do roku 1977, kdy se konečně začalo se stavbou nové hlavní tribuny. Na jaře roku 1986 byla přistavěna protilehlá tribuna a kapacita Androva stadionu se tak zvýšila na 6 000 stojících diváků. Klub nadále modernizoval areál stadionu. V roce 1998 byla dostavěna severní tribuna a v červnu roku 2009 se začalo se stavbou tribuny jih. Kapacita Androva stadionu se tak vyšplhala na 12 566 diváků. Východní tribuna je od roku 2019 pojmenována po Karlu Brücknerovi.

## Úspěchy

### Úspěchy mužů
| Domácí medaile (2) |
| - Československá nejvyšší fotbalová soutěž - – SK Sigma MŽ Olomouc: 1990/91, 1991/92 - Česká nejvyšší fotbalová soutěž - – SK Sigma MŽ Olomouc: 1995/96 - – SK Sigma Olomouc: 1997/98, 2000/01, 2003/04 - Český fotbalový pohár (2× vítěz) - – SK Sigma Olomouc: 2011/12, 2024/25 - Český Superpohár (1× vítěz) - – SK Sigma Olomouc: 2012 |
| Menší úspěchy |
| - UEFA Intertoto Cup - – SK Sigma Olomouc: 2000 - Tipsport liga (dříve Tipsport Cup; 1× vítěz) - – SK Sigma Olomouc: 2011 - Tipsport Malta Cup (2× vítěz) - – SK Sigma Olomouc: 2022, 2024 |

## Soupiska
| #  | Pozice | Hráč                 |
| -- | ------ | -------------------- |
| 1  | B      | Tomáš Digaňa         |
| 2  | Z      | Abdoulaye Sylla      |
| 3  | O      | Adam Dohnálek        |
| 4  | O      | Jakub Elbel          |
| 5  | O      | Tomáš Huk            |
| 6  | Z      | Jáchym Šíp           |
| 7  | Z      | Radim Breite         |
| 8  | Z      | Jiří Spáčil          |
| 9  | Ú      | Jan Kliment          |
| 10 | Z      | Tihomir Kostadinov   |
| 11 | Ú      | Yunusa Muritala      |
| 12 | Z      | Moses Emmanuel Amasi |
| 13 | O      | Jiří Sláma           |
| 14 | Ú      | Antonín Růsek        |
| 15 | Ú      | Daniel Vašulín       |
| 16 | O      | Filip Slavíček       |
| 17 | Z      | Dele Israel          |
| 18 | Ú      | Jan Fiala            |
| 19 | O      | Lukáš Vraštil        |

| #  | Pozice | Hráč              |
| -- | ------ | ----------------- |
| 20 | O      | Juraj Chvátal     |
| 21 | O      | Jan Král          |
| 22 | Z      | Matěj Hadaš       |
| 23 | O      | Andres Dumitrescu |
| 24 | Z      | David Tkáč        |
| 25 | Ú      | Matěj Mikulenka   |
| 26 | Z      | Muhamed Tijani    |
| 27 | Z      | Filip Uriča       |
| 28 | O      | Michal Leibl      |
| 29 | B      | Tadeáš Stoppen    |
| 30 | Z      | Jan Navrátil      |
| 31 | B      | Jakub Trefil      |
| 33 | O      | Matúš Malý        |
| 37 | Z      | Štěpán Langer     |
| 39 | Z      | Dominik Janošek   |
| 75 | Z      | Simion Michez     |
| 77 | Z      | Artur Dolžnikov   |
| 91 | B      | Jan Koutný        |
| 98 | B      | Matúš Hruška      |
|    | Z      | Pavel Zifčák      |

### Změny v kádru v letním přestupovém období 2025-2026
| Příchody |                   |                    |     |                   |                    |
| Poz.     | Nár.              | Hráč               | Věk | Odkud přišel      | Typ                |
| O        | Rumunsko          | Andres Dumitrescu  | 24  | SK Slavia Praha   | hostování          |
| Z        | Česko             | Dominik Janošek    | 27  | NAC Breda         | přestup            |
| O        | Slovensko         | Tomáš Huk          | 30  | Piast Gliwice     | přestup            |
| Z        | Severní Makedonie | Tihomir Kostadinov | 29  | Piast Gliwice     | přestup            |
| Z        | Česko             | David Tkáč         | 22  | FC Zlín           | přestup            |
| B        | Slovensko         | Matúš Hruška       | 30  | FK Dukla Praha    | přestup            |
| Z        | Česko             | Pavel Zifčák       | 26  | MFK Vyškov        | návrat z hostování |
| B        | Česko             | Jakub Trefil       | 24  | FC Baník Ostrava  | návrat z hostování |
| Ú        | Česko             | Daniel Vašulín     | 27  | FC Viktoria Plzeň | hostování          |
| O        | Slovensko         | Matúš Malý         | 24  | MFK Ružomberok    | přestup            |
| Z        | Kamerun           | Simion Michez      | 23  | SK Slavia Praha   | hostování          |
| Ú        | Nigérie           | Muhamed Tijani     | 25  | SK Slavia Praha   | hostování          |

| Odchody |          |                  |     |             |               |
| Poz.    | Nár.     | Hráč             | Věk | Kam odešel  | Typ           |
| Ú       | Česko    | Lukáš Juliš      | 30  | MŠK Žilina  | přestup       |
| Z       | Česko    | Filip Zorvan     | 29  | Česko       | konec smlouvy |
| O       | Česko    | Jakub Pokorný    | 28  | AE Kifisias | konec smlouvy |
| Z       | Česko    | Jan Vodháněl     | 28  | Česko       | konec smlouvy |
| Z       | Estonsko | Vladislav Kreida | 25  | Česko       | konec smlouvy |
| Z       | Česko    | Jan Sýkora       | 31  | Česko       | konec kariéry |

### B-tým
Soupiska rezervního týmu, který nastupuje v Fortuna:Národní liga
| #  | Pozice | Hráč             |
| -- | ------ | ---------------- |
| 2  | O      | Adam Bednár      |
| 3  | O      | Jakub Coufal     |
| 4  | O      | Patrik Siegl     |
| 8  | Z      | Adam Uriča       |
| 9  | Ú      | Adam Proniuk     |
| 11 | Z      | Martin Škoda     |
| 13 | Z      | Jakub Fabiánek   |
| 14 | O      | Jan Tobias Stryk |
| 17 | Z      | Šimon Jalovičor  |
| 19 | O      | František Matys  |

| #  | Pozice | Hráč               |
| -- | ------ | ------------------ |
| 20 | Z      | Kevin Huňa         |
| 22 | O      | David Macharáček   |
| 25 | Z      | Daniel Grečmal     |
| 27 | Ú      | Denis Kramář       |
| 33 | B      | Jakub Tůma         |
| 42 | O      | Vojtěch Křišťál    |
| 71 | O      | Mikeš Cahel        |
| 77 | Ú      | Václav Zahradníček |
| 99 | Ú      | Kenneth Ikugar     |
|    | B      | Patrik Berka       |

Zdroj: https://www.sigmafotbal.cz/b-tym/

## Trenéři

### Přehled trenérů
| - Jaroslav Dočkal (1982–83) - Karel Brückner (1983–87) - Jiří Dunaj (1987–89) - Erich Cviertna (1989–90) - Karel Brückner (1990–93) - Vlastimil Palička (1993) - Dušan Radolský (1994–95) - Vítězslav Kolda (1995) - Karel Brückner (1995–97) - Milan Bokša (1997–99) - Leoš Kalvoda (1999) | - Dan Matuška (1999) - Petr Žemlík (1999–00) - Leoš Kalvoda (2000–01) - Jiří Vaďura (2001–02) - Petr Uličný (2003–06) - Vlastimil Palička (2006) - Vlastimil Petržela (2006–07) - Martin Pulpit (2007–08) - Jiří Fryš (2008) - Zdeněk Psotka (2008–11) - Petr Uličný (2011–12) | - Roman Pivarník (2012–13) - Martin Kotůlek (2013) - Zdeněk Psotka (2013–14) - Ladislav Minář (2014) - Leoš Kalvoda (2014–15) - Václav Jílek (2015–19) - Radoslav Látal (2019–2021) - Václav Jílek (2021–2024) - Jiří Saňák (2024) - Tomáš Janotka (od 2024) |

### Významní trenéři
| Trenér         | Poznámka |
| -------------- | --- |
| Karel Brückner | nejúspěšnější trenér v historii Sigmy, dovedl Sigmu do čtvrtfinále Poháru UEFA, vybojoval s ní jedenkrát 2. místo a dvakrát 3. místo v lize, celkem vedl Sigmu 8 sezón ve třech obdobích |
| Petr Uličný    | dělal Brücknerovi asistenta, na začátku 21. století získal v lize 3. a 4. místo, postoupil do finále Poháru Intertoto, v roce 2012 vybojoval pro Sigmu první cennou trofej – český pohár |
| Leoš Kalvoda   | Brücknerův žák, vybojoval třetí místo v lize v sezóně 2000/01 a v sezóně 2014/15 vybojoval první místo ve Fotbalové národní lize a vrátil tak klub mezi elitu                            |

## Účast v evropských pohárech
Zdroj: 
Legenda: SEP – Středoevropský pohár, VP – Veletržní pohár, PMEZ – Pohár mistrů evropských zemí, PVP – Pohár vítězů pohárů, LM – Liga mistrů UEFA, UEFA – Pohár UEFA, EL – Evropská liga UEFA, SP – Superpohár UEFA, PI – Pohár Intertoto, IP – Interkontinentální pohár, MS – Mistrovství světa ve fotbale klubů 
 Pozn.: V závorce u daného ročníkového maxima je uveden přemožitel daného klubu, není-li v závorce uvedeno jinak.
- UEFA 1986/1987 – 1. kolo (IFK Göteborg)
- UEFA 1991/1992 – Čtvrtfinále (Real Madrid)
- UEFA 1992/1993 – 3. kolo (Juventus FC)
- UEFA 1996/1997 – 2. předkolo (Hutnik Kraków)
- UEFA 1998/1999 – 1. kolo (Olympique de Marseille)
- UEFA 1999/2000 – 1. kolo (RCD Mallorca)
- PI 2000 – Finále (Udinese Calcio)
- UEFA 2001/2002 – 1. kolo (Celta de Vigo)
- UEFA 2002/2003 – Předkolo (FK Sarajevo)
- UEFA 2004/2005 – 1. kolo (Real Zaragoza)
- PI 2005 – Semifinále (Hamburger SV)
- EL 2009/2010 – 4. předkolo (Everton FC)
- EL 2018/2019 – 4. předkolo (Sevilla FC)

## Klubové statistiky
| Druh úspěchu                                    | Úspěch                                                                |
| ----------------------------------------------- | --------------------------------------------------------------------- |
| Ligové úspěchy v ČSFR                           | 3. místo v sezónách 1990/1991 a 1991/1992                             |
| Ligové úspěchy v ČR                             | 2. místo v sezóně 1995/1996                                           |
| Ligový neúspěch v ČSFR                          | sestup v sezóně 1982/1983                                             |
| Ligový neúspěch v ČR                            | sestup v sezóně 2013/2014                                             |
| Druh rekordu                                    | Rekord                                                                |
| Největší výhra                                  | 7:1 nad Trnavou (1991/1992) a 6:0 nad Považskou Bystricou (1989/1990) |
| Největší prohra                                 | 0:6 se Spartou (1999/2000)                                            |
| Nejdelší období bez porážky                     | 23 zápasů v sezónách 1990–1992                                        |
| Nejdelší období bez porážky v domácích utkáních | 28 zápasů v sezónách 1994–1997                                        |
| Nejdelší období bez výhry                       | 9 zápasů v sezóně 2009/2010                                           |
| Druh rekordu                                    | Držitel                                                               |
| Hráč s nejdelším počtem startů                  | Oldřich Machala (kapitán) – 414 utkání                                |
| Hráč s nejdelším počtem startů bez přerušení    | Oldřich Machala – 195 utkání                                          |
| Nejlepší střelec celkem                         | Radek Drulák (150 gólů)                                               |
| Nejlepší střelec za klub                        | Radek Drulák (62 gólů)                                                |

### Mezinárodní úspěchy
| Soutěž                | Poznámka                                                 |
| --------------------- | -------------------------------------------------------- |
| Pohár UEFA            | postup do čtvrtfinále v sezóně 1991/1992                 |
| Merdec Cup v Malajsii | 2. místo jako zástupce ČSFR při účasti národních týmů    |
| Pohár Intertoto       | finále v sezóně 2000/2001, semifinále v sezóně 2005/2006 |

## Známí odchovanci / hráči
| Hráč            | Poznámka |
| --------------- | --- |
| Pavel Hapal     | bývalý hráč Leverkusenu a CD Tenerife, nyní trenér                                                                    |
| Radoslav Látal  | bývalý hráč Schalke 04 a Baníku Ostrava, fotbal už aktivně nehraje, stal se trenérem                                  |
| Karel Rada      | bývalý hráč Trabzonsporu, Slavie Praha, Bohemians 1905, v roce 2008 ukončil profesionální kariéru                     |
| Tomáš Ujfaluši  | bývalý hráč Hamburger SV, AC Fiorentina, Atlética Madrid, ukončil hráčskou kariéru                                    |
| David Rozehnal  | bývalý hráč Brugg, Paris Saint-Germain, Newcastle United, Lazia Řím, Hamburger SV, hrál i v Lille OSC                 |
| Marek Heinz     | bývalý hráč Hamburger SV, Baníku Ostrava a Galatasaray Istanbul, 3. místo na EURO 2004, ukončil hráčskou kariéru      |
| Radoslav Kováč  | bývalý hráč Spartaku Moskva, West Ham United a FC Basel 1893, FC Slovan Liberec, od sezony 2013/14 ve Spartě Praha    |
| Radim Kučera    | není odchovancem Sigmy, ale prožil v klubu několik dobrých sezon. Na podzim 2005 odešel do německé Arminia Bielefeld  |
| Stanislav Vlček | není odchovancem Sigmy, ale odehrál zde 6 velmi dobrých sezón, již ukončil hráčskou kariéru                           |
| David Kobylík   | bývalý hráč německé Arminia Bielefeld, v roce 2009 se vrátil do Sigmy Olomouc, poté hrál v MŠK Žilina a Polonia Bytom |
| Roman Hubník    | bývalý hráč ruského FK Moskva – přestup za cca 100 mil. Kč, a Hertha BSC                                              |
| Tomáš Kalas     | současný český fotbalový reprezentant, hráč anglického klubu Bristol City                                             |

## Umístění v jednotlivých sezonách

### Stručný přehled
.Zdroj: 
- 1951–1954: Krajská soutěž – Olomouc
- 1956: Oblastní soutěž – sk. D
- 1958–1959: Oblastní soutěž – sk. D
- 1961–1963: Severomoravský krajský přebor
- 1963–1965: 2. liga – sk. B
- 1965–1974: Divize D
- 1974–1977: 3. liga – sk. B
- 1977–1981: 1. ČNFL – sk. B
- 1981–1982: 1. ČNFL
- 1982–1983: 1. liga
- 1983–1984: 1. ČNFL
- 1984–1993: 1. liga (ČSR)
- 1993–2014: 1. liga (ČR)
- 2014–2015: Fotbalová národní liga
- 2015–2016: 1. liga
- 2016–2017: Fotbalová národní liga
- 2017– : 1. liga

### Jednotlivé ročníky
Zdroj: 
Legenda: Z - zápasy, V - výhry, R - remízy, P - porážky, VG - vstřelené góly, OG - obdržené góly, +/- - rozdíl skóre, B - body, červené podbarvení - sestup, zelené podbarvení - postup, fialové podbarvení - reorganizace, změna skupiny či soutěže
| Československo (1951 – 1993) |                               |        |    |    |    |    |    |    |     |    |        |
| Sezóna                       | Liga                          | Úroveň | Z  | V  | R  | P  | VG | OG | +/- | B  | Pozice |
| 1951                         | Krajská soutěž – Olomouc      | 2      | 18 | 9  | 1  | 8  | 41 | 45 | –4  | 19 | 5.     |
| 1952                         | Krajská soutěž – Olomouc      | 2      | 22 | 9  | 2  | 11 | 52 | 46 | +6  | 20 | 7.     |
| 1953                         | Krajská soutěž – Olomouc      | 3      | 11 | 5  | 2  | 4  | 25 | 28 | –3  | 12 | 5.     |
| 1954                         | Krajská soutěž – Olomouc      | 3      | 22 | 10 | 4  | 8  | 48 | 46 | +2  | 24 | 5.     |
| ...                          |                               |        |    |    |    |    |    |    |     |    |        |
| 1956                         | Oblastní soutěž – sk. D       | 3      | 22 | 7  | 3  | 12 | 37 | 40 | –3  | 17 | 9.     |
| ...                          |                               |        |    |    |    |    |    |    |     |    |        |
| 1958/59                      | Oblastní soutěž – sk. D       | 3      | 26 | 4  | 7  | 15 | 45 | 70 | –25 | 15 | 14.    |
| ...                          |                               |        |    |    |    |    |    |    |     |    |        |
| 1961/62                      | Severomoravský krajský přebor | 3      | 26 | 13 | 7  | 6  | 51 | 27 | +24 | 33 | 2.     |
| 1962/63                      | Severomoravský krajský přebor | 3      | 26 | 18 | 4  | 4  | 64 | 20 | +44 | 40 | 1.     |
| 1963/64                      | 2. liga – sk. B               | 2      | 26 | 9  | 5  | 12 | 28 | 49 | –21 | 23 | 9.     |
| 1964/65                      | 2. liga – sk. B               | 2      | 26 | 4  | 2  | 20 | 24 | 73 | –49 | 10 | 14.    |
| 1965/66                      | Divize D                      | 3      | 26 | 10 | 7  | 9  | 39 | 37 | +2  | 27 | 4.     |
| 1966/67                      | Divize D                      | 3      | 26 | 13 | 5  | 8  | 52 | 41 | +11 | 31 | 5.     |
| 1967/68                      | Divize D                      | 3      | 26 | 10 | 8  | 8  | 36 | 45 | –9  | 28 | 6.     |
| 1968/69                      | Divize D                      | 3      | 26 | 5  | 10 | 11 | 25 | 33 | –8  | 20 | 11.    |
| 1969/70                      | Divize D                      | 4      | 30 | 9  | 12 | 9  | 48 | 50 | –2  | 30 | 8.     |
| 1970/71                      | Divize D                      | 4      | 30 | 14 | 6  | 10 | 41 | 39 | –2  | 34 | 6.     |
| 1971/72                      | Divize D                      | 4      | 30 | 13 | 8  | 9  | 45 | 36 | +9  | 34 | 5.     |
| 1972/73                      | Divize D                      | 4      | 30 | 14 | 5  | 11 | 39 | 38 | +1  | 33 | 6.     |
| 1973/74                      | Divize D                      | 4      | 30 | 18 | 8  | 4  | 55 | 31 | +24 | 44 | 1.     |
| 1974/75                      | 3. liga – sk. B               | 3      | 30 | 11 | 6  | 13 | 37 | 49 | –12 | 28 | 9.     |
| 1975/76                      | 3. liga – sk. B               | 3      | 30 | 14 | 7  | 9  | 34 | 28 | +6  | 35 | 4.     |
| 1976/77                      | 3. liga – sk. B               | 3      | 30 | 15 | 4  | 11 | 51 | 34 | +17 | 34 | 5.     |
| 1977/78                      | 1. ČNFL – sk. B               | 2      | 30 | 13 | 6  | 11 | 36 | 36 | 0   | 32 | 6.     |
| 1978/79                      | 1. ČNFL – sk. B               | 2      | 30 | 14 | 7  | 9  | 50 | 37 | +13 | 35 | 3.     |
| 1979/80                      | 1. ČNFL – sk. B               | 2      | 30 | 12 | 9  | 9  | 47 | 38 | +9  | 33 | 3.     |
| 1980/81                      | 1. ČNFL – sk. B               | 2      | 30 | 17 | 4  | 9  | 52 | 32 | +20 | 38 | 4.     |
| 1981/82                      | 1. ČNFL                       | 2      | 30 | 20 | 5  | 5  | 56 | 25 | +31 | 45 | 1.     |
| 1982/83                      | 1. liga                       | 1      | 30 | 5  | 6  | 19 | 32 | 56 | –24 | 16 | 16.    |
| 1983/84                      | 1. ČNFL                       | 2      | 30 | 23 | 4  | 3  | 74 | 18 | +92 | 50 | 1.     |
| 1984/85                      | 1. liga                       | 1      | 30 | 10 | 11 | 9  | 50 | 47 | +3  | 31 | 6.     |
| 1985/86                      | 1. liga                       | 1      | 30 | 12 | 10 | 8  | 55 | 40 | +15 | 34 | 4.     |
| 1986/87                      | 1. liga                       | 1      | 30 | 9  | 7  | 14 | 41 | 49 | –8  | 25 | 14.    |
| 1987/88                      | 1. liga                       | 1      | 30 | 12 | 8  | 10 | 50 | 46 | +4  | 32 | 5.     |
| 1988/89                      | 1. liga                       | 1      | 30 | 12 | 5  | 13 | 42 | 47 | –5  | 29 | 10.    |
| 1989/90                      | 1. liga                       | 1      | 30 | 12 | 7  | 11 | 39 | 42 | –3  | 31 | 8.     |
| 1990/91                      | 1. liga                       | 1      | 30 | 16 | 5  | 9  | 52 | 34 | +18 | 37 | 3.     |
| 1991/92                      | 1. liga                       | 1      | 30 | 17 | 9  | 4  | 60 | 23 | +37 | 43 | 3.     |
| 1992/93                      | 1. liga                       | 1      | 30 | 14 | 7  | 9  | 44 | 38 | +6  | 35 | 5.     |
| Česko (1993 – )              |                               |        |    |    |    |    |    |    |     |    |        |
| Sezóna                       | Liga                          | Úroveň | Z  | V  | R  | P  | VG | OG | +/- | B  | Pozice |
| 1993/94                      | 1. liga                       | 1      | 30 | 14 | 6  | 10 | 44 | 29 | +15 | 34 | 7.     |
| 1994/95                      | 1. liga                       | 1      | 30 | 12 | 7  | 11 | 31 | 31 | 0   | 43 | 8.     |
| 1995/96                      | 1. liga                       | 1      | 30 | 19 | 4  | 7  | 54 | 33 | +21 | 61 | 2.     |
| 1996/97                      | 1. liga                       | 1      | 30 | 10 | 10 | 10 | 36 | 30 | +6  | 40 | 8.     |
| 1997/98                      | Gambrinus liga                | 1      | 30 | 16 | 7  | 7  | 38 | 21 | +17 | 55 | 3.     |
| 1998/99                      | Gambrinus liga                | 1      | 30 | 12 | 11 | 7  | 42 | 34 | +8  | 47 | 4.     |
| 1999/00                      | Gambrinus liga                | 1      | 30 | 7  | 13 | 10 | 31 | 38 | –7  | 34 | 12.    |
| 2000/01                      | Gambrinus liga                | 1      | 30 | 14 | 10 | 6  | 47 | 33 | +14 | 52 | 3.     |
| 2001/02                      | Gambrinus liga                | 1      | 30 | 9  | 10 | 11 | 29 | 31 | –2  | 37 | 10.    |
| 2002/03                      | Gambrinus liga                | 1      | 30 | 8  | 10 | 12 | 29 | 33 | –4  | 34 | 11.    |
| 2003/04                      | Gambrinus liga                | 1      | 30 | 16 | 7  | 7  | 43 | 24 | +19 | 55 | 3.     |
| 2004/05                      | Gambrinus liga                | 1      | 30 | 15 | 6  | 9  | 39 | 34 | +5  | 51 | 4.     |
| 2005/06                      | Gambrinus liga                | 1      | 30 | 10 | 7  | 14 | 34 | 44 | –10 | 37 | 9.     |
| 2006/07                      | Gambrinus liga                | 1      | 30 | 6  | 8  | 16 | 29 | 43 | –14 | 26 | 14.    |
| 2007/08                      | Gambrinus liga                | 1      | 30 | 8  | 12 | 10 | 20 | 26 | –6  | 36 | 11.    |
| 2008/09                      | Gambrinus liga                | 1      | 30 | 13 | 9  | 8  | 39 | 36 | +3  | 48 | 4.     |
| 2009/10                      | Gambrinus liga                | 1      | 30 | 14 | 5  | 11 | 49 | 36 | +13 | 47 | 6.     |
| 2010/11                      | Gambrinus liga                | 1      | 30 | 14 | 5  | 11 | 47 | 29 | +18 | 47 | 4.     |
| 2011/12                      | Gambrinus liga                | 1      | 30 | 11 | 10 | 9  | 42 | 38 | +4  | 34 | 11.    |
| 2012/13                      | Gambrinus liga                | 1      | 30 | 13 | 10 | 7  | 49 | 41 | +8  | 49 | 5.     |
| 2013/14                      | Gambrinus liga                | 1      | 30 | 7  | 8  | 15 | 42 | 60 | –18 | 29 | 15.    |
| 2014/15                      | Fotbalová národní liga        | 2      | 30 | 19 | 6  | 5  | 64 | 25 | +39 | 63 | 1.     |
| 2015/16                      | Synot liga                    | 1      | 30 | 6  | 9  | 15 | 35 | 49 | –14 | 27 | 15.    |
| 2016/17                      | Fotbalová národní liga        | 2      | 30 | 21 | 6  | 3  | 59 | 22 | +37 | 69 | 1.     |
| 2017/18                      | HET liga                      | 1      | 30 | 15 | 10 | 5  | 41 | 22 | +19 | 55 | 4.     |
| 2018/19                      | Fortuna:Liga                  | 1      | 30 | 12 | 4  | 14 | 37 | 43 | –6  | 40 | 8.     |
| 2019/20                      | Fortuna:Liga                  | 1      | 33 | 9  | 13 | 11 | 39 | 40 | –1  | 40 | 11.    |
| 2020/21                      | Fortuna:Liga                  | 1      | 34 | 11 | 12 | 11 | 40 | 40 | 0   | 45 | 9.     |
| 2021/22                      | Fortuna:Liga                  | 1      | 30 | 9  | 10 | 11 | 39 | 37 | +2  | 37 | 9.     |
| 2022/23                      | Fortuna:Liga                  | 1      | 35 | 12 | 12 | 11 | 53 | 47 | +6  | 48 | 6.     |
| 2023/24                      | Fortuna:Liga                  | 1      | 30 | 10 | 7  | 13 | 40 | 45 | -5  | 37 | 8.     |
| 2024/25                      | Chance Liga                   | 1      | 35 | 12 | 9  | 14 | 48 | 53 | -5  | 45 | 6.     |

Poznámky:
- 1968/69: Po sezóně došlo k reorganizaci soutěží, kdy se Divize D stala jednou ze skupin 4. nejvyšší soutěže – prvních 9 mužstev postoupilo do 3. ligy – sk. B, zbylá mužstva byla zařazena do Divize D
- 1976/77: Po sezóně proběhla reorganizace nižších soutěží, 3. liga byla zrušena - prvních 9 mužstev postupovalo do 1. ČNFL (2. nejvyšší soutěž), zbylá mužstva sestoupila do příslušných divizních skupin (nově 3. nejvyšší soutěž)
- 2018/19: Klub se zúčastnil play–off o evropské poháry. V semifinále se utkal se Zlínem, kterému podlehl až díky pravidlu venkovních gólů při celkové remíze 3:3 (doma podlehla Sigma poměrem 2:3). Celkově tak Olomouc skončila na 9. místě.
- 2021/22: Klub se v této sezóně zúčastnil play-off o umístětní. V play-off se postupně utkal s Libercem a Mladou Boleslaví. Přes Liberec ještě Olomouc přešla, ale Mladá Boleslav byla nad její síly a celkově tak skončila na 8. místě.

## SK Sigma Olomouc „B“
SK Sigma Olomouc „B“ je rezervní tým olomoucké Sigmy, který působí ve Fotbalové národní lize (2. nejvyšší soutěž).
V roce 1976 došlo ke sloučení se Slovanem Černovír. V sezóně 2014/15 si klub zajistil postup do 2. ligy poté, co v 27. kole MSFL porazil Zábřeh 4:1. V roce 2017 bylo béčko dočasně zrušeno kvůli existenci Juniorské ligy. K obnovení rezervního týmu došlo po zrušení této mládežnické ligy v roce 2019.

### Umístění v jednotlivých sezonách
Stručný přehled
Zdroj: 
- 1973–1975: I. B třída Severomoravského kraje – sk. E
- 1984–1991: Divize D
- 1991–2001: Moravskoslezská fotbalová liga
- 2001–2007: 2. liga
- 2007–2015: Moravskoslezská fotbalová liga
- 2015–2016: Fotbalová národní liga
- 2016–2017: Moravskoslezská fotbalová liga
- 2017–2019: bez soutěže
- 2019–2022: Moravskoslezská fotbalová liga
- 2022–2025: Fortuna:Národní liga
- 2025–: Moravskoslezská fotbalová liga

Jednotlivé ročníky
Zdroj: 
Legenda: Z - zápasy, V - výhry, R - remízy, P - porážky, VG - vstřelené góly, OG - obdržené góly, +/- - rozdíl skóre, B - body, červené podbarvení - sestup, zelené podbarvení - postup, fialové podbarvení - reorganizace, změna skupiny či soutěže
| Československo (1973 – 1993) |                                             |                                             |                                             |                                             |                                             |                                             |                                             |                                             |                                             |                                             |                                             |                                             |
| Sezóny                       | Liga                                        | Úroveň                                      | Z                                           | V                                           | R                                           | P                                           | VG                                          | OG                                          | +/-                                         | B                                           | Pozice                                      |                                             |
| 1973/74                      | I. B třída Severomoravského kraje – sk. E   | 7                                           | 22                                          | 7                                           | 6                                           | 9                                           | 28                                          | 28                                          | 0                                           | 20                                          | 8.                                          |                                             |
| 1974/75                      | I. B třída Severomoravského kraje – sk. E   | 7                                           | 22                                          | 18                                          | 4                                           | 0                                           | 64                                          | 20                                          | +44                                         | 40                                          | 1.                                          |                                             |
| ...                          |                                             |                                             |                                             |                                             |                                             |                                             |                                             |                                             |                                             |                                             |                                             |                                             |
| 1984/85                      | Divize D                                    | 4                                           | 30                                          | 13                                          | 6                                           | 11                                          | 45                                          | 41                                          | +4                                          | 32                                          | 6.                                          |                                             |
| 1985/86                      | Divize D                                    | 4                                           | 30                                          | 17                                          | 5                                           | 8                                           | 44                                          | 32                                          | +12                                         | 39                                          | 2.                                          |                                             |
| 1986/87                      | Divize D                                    | 4                                           | 30                                          | 16                                          | 5                                           | 9                                           | 60                                          | 35                                          | +25                                         | 37                                          | 3.                                          |                                             |
| 1987/88                      | Divize D                                    | 4                                           | 30                                          | 11                                          | 8                                           | 11                                          | 41                                          | 40                                          | +1                                          | 29                                          | 8.                                          |                                             |
| 1988/89                      | Divize D                                    | 4                                           | 30                                          | 14                                          | 4                                           | 12                                          | 48                                          | 42                                          | +6                                          | 32                                          | 7.                                          |                                             |
| 1989/90                      | Divize D                                    | 4                                           | 30                                          | 12                                          | 9                                           | 9                                           | 55                                          | 33                                          | +22                                         | 33                                          | 4.                                          |                                             |
| 1990/91                      | Divize D                                    | 4                                           | 30                                          | 15                                          | 9                                           | 6                                           | 52                                          | 26                                          | +26                                         | 39                                          | 2.                                          |                                             |
| 1991/92                      | Moravskoslezská fotbalová liga              | 3                                           | 30                                          | 15                                          | 6                                           | 9                                           | 53                                          | 28                                          | +25                                         | 36                                          | 4.                                          |                                             |
| 1992/93                      | Moravskoslezská fotbalová liga              | 3                                           | 30                                          | 14                                          | 5                                           | 11                                          | 47                                          | 44                                          | +3                                          | 33                                          | 6.                                          |                                             |
| Česko (1993 – )              |                                             |                                             |                                             |                                             |                                             |                                             |                                             |                                             |                                             |                                             |                                             |                                             |
| Sezóny                       | Liga                                        | Úroveň                                      | Z                                           | V                                           | R                                           | P                                           | VG                                          | OG                                          | +/-                                         | B                                           | Pozice                                      |                                             |
| 1993/94                      | Moravskoslezská fotbalová liga              | 3                                           | 30                                          | 14                                          | 4                                           | 12                                          | 46                                          | 39                                          | +7                                          | 32                                          | 9.                                          |                                             |
| 1994/95                      | Moravskoslezská fotbalová liga              | 3                                           | 30                                          | 10                                          | 4                                           | 16                                          | 45                                          | 59                                          | –14                                         | 34                                          | 11.                                         |                                             |
| 1995/96                      | Moravskoslezská fotbalová liga              | 3                                           | 28                                          | 12                                          | 6                                           | 10                                          | 51                                          | 39                                          | +15                                         | 42                                          | 5.                                          |                                             |
| 1996/97                      | Moravskoslezská fotbalová liga              | 3                                           | 28                                          | 9                                           | 9                                           | 10                                          | 28                                          | 29                                          | –1                                          | 36                                          | 9.                                          |                                             |
| 1997/98                      | Moravskoslezská fotbalová liga              | 3                                           | 30                                          | 11                                          | 6                                           | 13                                          | 46                                          | 53                                          | –7                                          | 39                                          | 10.                                         |                                             |
| 1998/99                      | Moravskoslezská fotbalová liga              | 3                                           | 30                                          | 11                                          | 10                                          | 9                                           | 57                                          | 50                                          | +7                                          | 43                                          | 8.                                          |                                             |
| 1999/00                      | Moravskoslezská fotbalová liga              | 3                                           | 28                                          | 7                                           | 10                                          | 11                                          | 41                                          | 35                                          | +6                                          | 31                                          | 12.                                         |                                             |
| 2000/01                      | Moravskoslezská fotbalová liga              | 3                                           | 30                                          | 22                                          | 3                                           | 5                                           | 72                                          | 29                                          | +43                                         | 69                                          | 1.                                          |                                             |
| 2001/02                      | 2. liga                                     | 2                                           | 30                                          | 9                                           | 8                                           | 13                                          | 33                                          | 53                                          | –20                                         | 35                                          | 12.                                         |                                             |
| 2002/03                      | 2. liga                                     | 2                                           | 30                                          | 10                                          | 6                                           | 14                                          | 38                                          | 41                                          | –3                                          | 36                                          | 11.                                         |                                             |
| 2003/04                      | 2. liga                                     | 2                                           | 30                                          | 9                                           | 8                                           | 13                                          | 40                                          | 51                                          | –11                                         | 35                                          | 12.                                         |                                             |
| 2004/05                      | 2. liga                                     | 2                                           | 29                                          | 8                                           | 10                                          | 11                                          | 33                                          | 39                                          | –6                                          | 31                                          | 11.                                         |                                             |
| 2005/06                      | 2. liga                                     | 2                                           | 30                                          | 9                                           | 7                                           | 14                                          | 33                                          | 40                                          | –7                                          | 34                                          | 13.                                         |                                             |
| 2006/07                      | 2. liga                                     | 2                                           | 30                                          | 8                                           | 5                                           | 17                                          | 27                                          | 43                                          | –16                                         | 29                                          | 15.                                         |                                             |
| 2007/08                      | Moravskoslezská fotbalová liga              | 3                                           | 30                                          | 18                                          | 7                                           | 5                                           | 65                                          | 28                                          | +37                                         | 61                                          | 1.                                          |                                             |
| 2008/09                      | Moravskoslezská fotbalová liga              | 3                                           | 30                                          | 10                                          | 7                                           | 13                                          | 46                                          | 47                                          | –1                                          | 37                                          | 10.                                         |                                             |
| 2009/10                      | Moravskoslezská fotbalová liga              | 3                                           | 28                                          | 14                                          | 6                                           | 8                                           | 42                                          | 28                                          | +14                                         | 48                                          | 3.                                          |                                             |
| 2010/11                      | Moravskoslezská fotbalová liga              | 3                                           | 28                                          | 12                                          | 6                                           | 10                                          | 36                                          | 30                                          | +6                                          | 42                                          | 5.                                          |                                             |
| 2011/12                      | Moravskoslezská fotbalová liga              | 3                                           | 30                                          | 15                                          | 6                                           | 9                                           | 48                                          | 40                                          | +8                                          | 51                                          | 4.                                          |                                             |
| 2012/13                      | Moravskoslezská fotbalová liga              | 3                                           | 30                                          | 13                                          | 7                                           | 10                                          | 53                                          | 34                                          | +19                                         | 46                                          | 4.                                          |                                             |
| 2013/14                      | Moravskoslezská fotbalová liga              | 3                                           | 30                                          | 17                                          | 6                                           | 7                                           | 57                                          | 31                                          | +26                                         | 57                                          | 2.                                          |                                             |
| 2014/15                      | Moravskoslezská fotbalová liga              | 3                                           | 30                                          | 19                                          | 7                                           | 4                                           | 77                                          | 27                                          | +50                                         | 64                                          | 1.                                          |                                             |
| 2015/16                      | Fotbalová národní liga                      | 2                                           | 28                                          | 5                                           | 6                                           | 17                                          | 23                                          | 49                                          | –26                                         | 21                                          | 14.                                         |                                             |
| 2016/17                      | Moravskoslezská fotbalová liga              | 3                                           | 30                                          | 17                                          | 4                                           | 9                                           | 55                                          | 26                                          | +29                                         | 55                                          | 2.                                          |                                             |
| 2017–2019                    | B–mužstvo nebylo přihlášeno v žádné soutěži | B–mužstvo nebylo přihlášeno v žádné soutěži | B–mužstvo nebylo přihlášeno v žádné soutěži | B–mužstvo nebylo přihlášeno v žádné soutěži | B–mužstvo nebylo přihlášeno v žádné soutěži | B–mužstvo nebylo přihlášeno v žádné soutěži | B–mužstvo nebylo přihlášeno v žádné soutěži | B–mužstvo nebylo přihlášeno v žádné soutěži | B–mužstvo nebylo přihlášeno v žádné soutěži | B–mužstvo nebylo přihlášeno v žádné soutěži | B–mužstvo nebylo přihlášeno v žádné soutěži | B–mužstvo nebylo přihlášeno v žádné soutěži |
| ** 2019/20                   | Moravskoslezská fotbalová liga              | 3                                           | 18                                          | 9                                           | 2                                           | 7                                           | 36                                          | 22                                          |                                             | 29                                          | 8.                                          |                                             |
| **2020/21                    | Moravskoslezská fotbalová liga              | 3                                           | 10                                          | 2                                           | 4                                           | 4                                           | 14                                          | 16                                          | -2                                          | 10                                          | 14.                                         |                                             |
| 2021/22                      | Moravskoslezská fotbalová liga              | 3                                           | 32                                          | 25                                          | 5                                           | 2                                           | 86                                          | 24                                          | +62                                         | 80                                          | 1.                                          |                                             |
| 2022/23                      | Fotbalová národní liga                      | 2                                           | 30                                          | 10                                          | 9                                           | 11                                          | 41                                          | 46                                          | -5                                          | 39                                          | 8.                                          |                                             |
| 2023/24                      | Fotbalová národní liga                      | 2                                           | 30                                          | 18                                          | 3                                           | 9                                           | 49                                          | 38                                          | +11                                         | 57                                          | 2.                                          |                                             |
| 2024/25                      | Fotbalová národní liga                      | 2                                           | 30                                          | 6                                           | 6                                           | 18                                          | 31                                          | 54                                          | -23                                         | 24                                          | 16.                                         |                                             |

Poznámky:
- 1990/91: Po sezóně došlo k reorganizaci soutěže, prvních 5 nejlepších mužstev postoupilo do nově vzniknuvší MSFL (3. nejvyšší soutěž).
- 2007/08: Rezerva olomoucké Sigmy prodala licenci na 2. ligu týmu Karviné.

**= sezona předčasně ukončena z důvodu pandemie covidu-19